# Embia attenuata
Embia attenuata is een insectensoort uit de familie Embiidae, die tot de orde webspinners (Embioptera) behoort. De soort komt voor in Algerije.
Embia attenuata is voor het eerst wetenschappelijk beschreven door Ross in 1966.